# Anastoechus deserticolus
Anastoechus deserticolus är en tvåvingeart som beskrevs av Hesse 1938. Anastoechus deserticolus ingår i släktet Anastoechus och familjen svävflugor. Inga underarter finns listade i Catalogue of Life.